# 岡野功
岡野功（1944年1月20日—）是一名日本男子柔道运动员。他在1964年东京夏季奥林匹克运动会中，参加了男子柔道比赛并获得80公斤级金牌。他也参加了1965年世界柔道锦标赛，获得80公斤级金牌。